# Trilophozia
Trilophozia là một chi rêu trong họ Lophoziaceae.